# Juden in der AfD
Die Bundesvereinigung Juden in der AfD e. V., kurz Juden in der AfD (JAfD), auch Jüdische Bundesvereinigung in der AfD genannt, ist eine parteinahe politische Vereinigung, die am 7. Oktober 2018 von jüdischen Mitgliedern der rechtspopulistischen und rechtsextremen politischen Partei Alternative für Deutschland (AfD) gegründet wurde. Bundesvorsitzender der Juden in der AfD ist seit Juni 2021 Artur Abramovych, stellvertretende Vorsitzende sind aktuell Marcel Goldhammer und Marcel Hirsch, Schatzmeister ist Dimitri Schulz.
Die Gründung der JAfD wurde vom Zentralrat der Juden und anderen jüdischen Vereinigungen scharf kritisiert.

## Gründung
Die Vereinigung wurde am 7. Oktober 2018 von 24 jüdischen AfD-Mitgliedern in Wiesbaden-Erbenheim gegründet, von denen 19 anwesend waren. Sie bezeichnete sich selbst 2019 als „Interessensvereinigung jüdischer AfD-Mitglieder“. Sitz des Vereins ist Berlin. Erste Vorsitzende (bis Juni 2021) der JAfD wurde die Ärztin und seinerzeitige Vorstandssprecherin des AfD-Kreisverbandes Esslingen Vera Kosova, die bei der Bundestagswahl 2017 im Wahlkreis Nürtingen für den Bundestag kandidiert hatte. Wolfgang Fuhl, AfD-Kreisvorsitzender in Lörrach und ehemaliger Vorsitzender des Oberrats der Israelitischen Religionsgemeinschaft Baden, sowie Artur Abramovych (Kreisverband Bamberg) wurden stellvertretende Vorsitzende. Unter den Gründungsmitgliedern befanden sich auch der Wiesbadener Stadtverordnete und Russlanddeutsche Dimitri Schulz, der zuvor schon bei der Gründung von Interessengemeinschaften der Russland-Deutschen in der Bundes-AfD und dem Landesverband Hessen mitgewirkt hatte, der Publizist Michael Kühntopf sowie der Berliner Ingenieur Emanuel Bernhard Krauskopf, auf dessen Idee die Bildung der Vereinigung zurückging und der als „jüdischer Nazi“ beschimpft wurde. Laut der Vorsitzenden der Israelitischen Religionsgemeinschaft Württemberg Barbara Traub sind nur zwei der Mitglieder der JAfD Juden.

## Erklärungen und Aufrufe
Die Grundsatzerklärung der JAfD nennt als Hauptmotive für die Gründung die „unkontrollierte Masseneinwanderung“ junger Männer aus dem islamischen Kulturkreis mit „einer antisemitischen Sozialisation“ und die „Zerstörung der traditionellen, monogamen Familie“ durch Gender-Mainstreaming und Frühsexualisierung. Israel wird dabei nur in Verbindung mit einer Bedrohung durch den radikalen Islam genannt. In die JAfD aufgenommen werden könnten AfD-Mitglieder, die „ethnisch zum Judentum“ gehörten und sich dessen „bewusst“ oder die zum Judentum übergetreten sind. Zum Abschluss der Gründungsveranstaltung wurde Max Bruchs Komposition Kol Nidrei aufgeführt und der ermordeten, zuvor in Mainz lebenden jüdischen Schülerin Susanna F. gewidmet.
In ihrer Grundsatzerklärung widmet die JAfD dem muslimischen Antisemitismus, wie auch dem antiimperialistischen Antizionismus, jeweils einen eigenen Abschnitt. Wohingegen der Antisemitismus der eigenen Partei als „Restbestände des rechten Antisemitismus“ bezeichnet wird, der von den Bundes- und Landesvorständen bekämpft würde. Während das Gewicht „fraglicher Personen in der medialen Berichterstattung zum Zwecke der Diffamierung der gesamten Partei maßlos überschätzt“ würde. Gänzlich ausgeklammert würde, so die Einschätzung von Phillip Markgraf und Johanna Zeewaert von 2021, der Antisemitismus der Mehrheitsgesellschaft bzw. der „sogenannten politischen Mitte“.
Nach dem Anschlag auf eine Synagoge in Halle (Saale) im Oktober 2019 am jüdischen Feiertag Jom Kippur schrieb die JAfD zu einem Bild, das Kanzlerin Angela Merkel am Abend des Anschlags in stiller Trauer vor der Berliner Neuen Synagoge zeigte: „Bundeskanzlerin Dr. Angela Merkel und ihre PoC-Fanboys und -Girls haben nur darauf gewartet, sich endlich mal wieder als Beschützer der Juden inszenieren zu können. Wurde auch mal wieder Zeit nach den ganzen islamischen Attacken der letzten Wochen und Monate.“ Ferdinand Otto kommentierte auf Zeit Online: „So schnell relativiert man den Eindruck der Anteilnahme, den führende AfD-Politiker doch so gern vermitteln wollten.“
Vor der Bundestagswahl 2021 kritisierte die JAfD die Aufrufe mehrerer jüdischer Organisationen, nicht für die AfD zu stimmen. Der aus der Ukraine stammende JAfD-Vorsitzende Artur Abramovych erklärte, die Basis in jüdischen Gemeinden denke völlig anders; sie halte, so Abramovych, linken und muslimischen Antisemitismus für weitaus gefährlicher als „beispielsweise den sicherlich geschmacklosen, aber letztendlich nur vereinzelten Missbrauch des gelben Sterns“ bei Demonstrationen gegen die Corona-Maßnahmen.

## Parteiinterne Diskussion
Der AfD-Bundesvorstand begrüßte die Gründung der Gruppierung. Der seinerzeitige Bundesvorsitzende Jörg Meuthen lobte in einem Grußwort den „Mut“ der jüdischen Initiatoren. Der Bundestagsabgeordnete Petr Bystron sprach von „historischer Bedeutung“, Bundesvorstandsmitglied und Sprecher der Christen in der AfD (ChrAfD) Joachim Kuhs von „einem echten Glücksfall“ für die Partei, der den gegnerischen Parteien das „Spielzeug der Nazikeule“ weggenommen habe.
Kritik kam von dem bereits in der Vergangenheit mehrfach durch antisemitische Kommentare aufgefallenen fraktionslosen und 2020 aus der AfD ausgeschlossenen Landtagsabgeordneten Wolfgang Gedeon aus Baden-Württemberg: Gründungen immer neuer Interessenvereinigungen seien ein „strategischer Fehler“ und provozierten eine zunehmende „Atomisierung“ der Partei; „spezifisch religiöse Vereinigungen“ brächten in der Politik zudem die Gefahr eines Interessenkonflikts zwischen Staat, Partei und Religion mit sich. Er nannte die Gründung günstigstenfalls „überflüssig wie ein Kropf, im ungünstigsten Fall […] eine zionistische Lobbyorganisation, die den Interessen Deutschlands und der Deutschen zuwider läuft“. Der baden-württembergische AfD-Landtagsabgeordnete Stefan Räpple unterstützte die Äußerungen Gedeons „voll und ganz“ und erklärte dabei, dass er „immer neue Partikularinteressen“ in der AfD und eine „zionistische Ideologie, also die Durchsetzung israelischer Interessen auf deutschem Boden“, ablehne.
Der Landesvorsitzende Marc Jongen distanzierte sich von Gedeons Äußerungen und kündigte an, dessen Parteiausschluss erneut zu prüfen. Gedeon sei „in der AfD fehl am Platz“ und mit seinem Weltbild isoliert, sein Ausschluss sei bisher nur „an den hohen juristischen Hürden gescheitert“. Er begrüße die Gründung der JAfD sehr, sie sei „absolut folgerichtig“ und die AfD die einzige Partei, die „effektive Maßnahmen gegen den durch die muslimische Masseneinwanderung wachsenden Antisemitismus in Deutschland zu unternehmen“ verspreche. Ähnlich äußerte sich der damalige zweite Landesvorsitzende Ralf Özkara. Am 15. Oktober 2018 beschloss der AfD-Bundesvorstand, Gedeons Ausschluss erneut zu beantragen. Die Co-Vorsitzende der AfD-Fraktion im Bundestag Alice Weidel erklärte, dass es nach Gedeons neuerlichen Ausfällen gegen die JAfD „an der Zeit [sei], dass er endlich aus der Partei fliegt“.

## Reaktionen und Kritik

### Jüdische Organisationen
Der Zentralrat der Juden (ZdJ) sowie 46 weitere Organisationen reagierten auf die Gründung der JAfD mit scharfer Kritik und verfassten unter dem Titel „Keine Alternative für Juden“ eine gemeinsame Erklärung. In der Erklärung  distanzierten sich diese – auch mit Verweis auf das gemeinsame Vorgehen und Auftreten von AfD-Funktionären mit Rechtsextremen und Neonazis bei den gewalttätigen Chemnitzer Protesten – von der jüdischen Vereinigung innerhalb der AfD. Diese sei eine antisemitische und rechtsradikale Partei, in der Relativierung bis zur Leugnung der Shoa ein Zuhause hätten. Zu den Unterzeichnern gehörten unter anderem die Allgemeine Rabbinerkonferenz Deutschland und der jüdische Sportverband Makkabi Deutschland. Zentralratspräsident Josef Schuster erklärte: „Natürlich treffen Juden nicht nur kluge Entscheidungen.“ Die ehemalige Präsidentin des Zentralrats Charlotte Knobloch warnte: „Die AfD unternimmt etwas, um sich als judenfreundlich darzustellen, was sie nicht ist.“ Sie fühle sich dadurch an die Zeit vor der Machtergreifung der NSDAP in den späten 1920er Jahren erinnert. In Frankfurt kam es nach einem Aufruf durch die Jüdische Studierendenunion Deutschland zu Protesten gegen die neue Gruppierung mit etwa 250 Teilnehmern, darunter auch Vertreter jüdischer Organisationen in Deutschland.
Der JAfD-Mitgründer Wolfgang Fuhl, selbst ehemaliges Mitglied des ZdJ, hielt dem entgegen, das jüdische Leben sei abhängig von der finanziellen Unterstützung des deutschen Staates, daher hätten sich die jüdischen Verbände freiwillig der „Merkel-Politik“ unterworfen. Merkel habe mit ihrer Politik erreicht, die Juden in Deutschland zu spalten. Der religionspolitische Sprecher der AfD-Fraktion im Bundestag Volker Münz erklärte, es widerspreche der Demokratie, wenn Organisationen vorschreiben wollten, welcher Partei sich Juden anschließen dürften. Die AfD-Bundestagsabgeordnete Beatrix von Storch warf im September 2023 dem Zentralratspräsidenten Josef Schuster vor, „einseitig Partei“ zu ergreifen; er solle „auch den Teil der jüdischen Gemeinde“ repräsentieren, „der nicht mit der israelischen Opposition sympathisiert, sondern mit der konservativen Mehrheit, der die Islamisierung als existentielle Bedrohung erkennt, der die Werte der Thora gegen den Genderwahn verteidigt, der konservativ denkt, fühlt und handelt und von denen ein Teil bei den Juden in der AfD ihre politische Heimat gefunden hat“.
Zentralratspräsident Josef Schuster bezeichnete die JAfD im September 2024 als Feigenblatt; die AfD sei „eine Partei, in der sich Antisemiten zu Hause fühlen können“.

### Wissenschaftler
Der Historiker Michael Wolffsohn analysierte in einem Interview mit dem MDR Gründe, warum die AfD für manche Juden in Deutschland eine Option sei. Die Partei spreche Juden an, die sich von anderen Parteien in Bezug auf ihre physische Sicherheit im Stich gelassen fühlten. Der Zentralrat repräsentiere nur etwa die Hälfte der deutschen Juden. Auch wenn selbstverständlich nicht alle Muslime potenzielle Judenmörder seien, würden die meisten Angriffe gegen Juden in Deutschland und anderen Ländern von Muslimen ausgeübt. Juden in Deutschland seien in der Migrationsfrage und auch in Bezug auf die AfD unterschiedlicher Meinung, „denn so eindeutig ist eben der Antisemitismus in der AfD nicht“. Es gebe dort auch Israel- und judenfreundliche Gruppierungen, aber auch ganz klar antisemitische. Gleichwohl fühlte sich Wolffsohn falsch zitiert, indem der falsche Eindruck erweckt worden sei, er würde die Mitgliedschaft von Juden in der AfD begrüßen.
Laut dem Politikwissenschaftler Armin Pfahl-Traughber erfolgte die Gründung der JAfD allein zu dem Zweck, von den antisemitischen Skandalen in der Partei abzulenken bzw. öffentlich nicht als antisemitische Partei wahrgenommen zu werden.
Laut dem Politikwissenschaftler Gideon Botsch ist die JAfD „Show“. Es seien „sehr wenige, ohne nennenswerte Verankerung in den jüdischen Communitys“. Er stellte zudem fest, dass Antisemitismus bei den „Juden in der AfD“ eine dreifache Rolle spiele: Er werde „pauschal den ‚Feindgruppen‘ zugewiesen“, also Migranten aus dem arabisch-islamischen Raum sowie politischen Gegnern aus der Linken, der Bundesregierung und den „Altparteien“. Überdies werde Antisemitismus von rechts in Geschichte und Kultur „kleingeredet“ und drittens bediene die JAfD „selbst antijüdische und antisemitische Bilder und Vorurteile“.
Die JAfD impliziert nach Einschätzungen des Moses Mendelssohn Zentrums für europäisch-jüdische Studien von 2020 eine Fremdsteuerung des ZdJ, der mittels in vollkommener Abhängigkeit ihrer Geldgeber stehende[r] Funktionäre eine öffentlichkeitswirksame Äußerung eines Gesinnungswandel[s] innerhalb der jüdischen Gemeinden unterdrücke. Ebenso würden solche Unterdrückung mittels Massenmedien wie der Jüdischen Allgemeinen stattfinden. Diese Behauptungen bezeichnet das Moses Mendelssohn Zentrum als „strukturell antisemitische Argumentationslinie, nach der im Hintergrund agierende Geldgeber mittels Verbänden und Medien die öffentliche Meinung manipulierten“. Die Agitation der JAfD richte sich somit „zuvorderst an ein nicht jüdisches Publikum […], wobei durch das Bedienen antisemitischer Klischees die Anschlussfähigkeit an breitere Teile der deutschen Gesellschaft sichergestellt“ werde, die selbst Träger antisemitischer Ideologeme seien.
Die Sozialwissenschaftler Jannis Niedick und Marc Grimm  vertraten 2024 die Auffassung, dass den JAfD innerhalb der Partei die „strategische Funktion“ zukomme, „sich vom Vorwurf des Antisemitismus abgrenzen zu können“. Jüdische und israelische Kritiker würden mit Verweis auf den Verein delegitimiert und insbesondere der Zentralrat der Juden werde „als nicht relevant abgetan“.

### Journalisten
Der Publizist Micha Brumlik, der als Erster auf die beabsichtigte Gründung aufmerksam machte, schrieb, die Juden in der AfD hätten „weit rechts stehende Vorgängerorganisationen“ in der Weimarer Republik, und nannte den von Max Naumann 1921 gegründeten Verband nationaldeutscher Juden. Ricarda Breyton schrieb in der Welt, einer der Gründungsbeteiligten, der Wiesbadener Stadtverordnete Dimitri Schulz, der auf Platz 14 der AfD-Landesliste zur Landtagswahl in Hessen 2018 kandidierte, habe sich auf seiner Facebook-Seite als „bibeltreu“ und „Follower of Jesus Christ“ bezeichnet und in seiner Bewerbungsrede für die Landesliste der Hessischen Landtagswahl 2018 die Verbrechen der Deutschen im Zweiten Weltkrieg relativiert, indem er eine „Erinnerung an Gräueltaten am deutschen Volk“ gefordert habe. Schulz hatte gefordert, an einen „Genozid an den Deutschen in der Sowjetunion“ zu erinnern, bei dem „vor dem Zweiten Weltkrieg […] hunderttausende Deutsche in Gulags und Vernichtungslagern“ aufgrund ihres „Deutsch-Seins“ umgebracht worden seien. Die „positiven Aspekte [der] deutschen Geschichte“ überwiegen laut Schulz „bei Weitem alles Negative“. In der Süddeutschen Zeitung interpretierte Ronen Steinke die Gründung als Inszenierung der AfD-Spitze und kommentierte, die AfD bemühe sich damit nur scheinbar besonders um jüdische Wähler. Während deren Anteil unter den Wahlberechtigten gering sei, wolle man mit der Gründung vielmehr potenzielle nichtjüdische Rechts-Wähler ansprechen. Juden käme „in diesem Spiel nur die Rolle der nützlichen Idioten zu“.

## Publikationen
- Vera Kosova, Wolfgang Fuhl, Artur Abramovych (Hrsg.): Was Juden zur AfD treibt. Neues Judentum und neuer Konservatismus. Jüdische Stimmen aus Deutschland. Gerhard Hess Verlag, Bad Schussenried 2019, ISBN 978-3-87336-656-5.